# Surmasaari (ö i Päijänne-Tavastland, Lahtis, lat 61,25, long 26,33)
Surmasaari är en ö i Finland. Den ligger i sjön Lyömiäinen och i kommunen Heinola i den ekonomiska regionen  Lahtis ekonomiska region  och landskapet Päijänne-Tavastland, i den södra delen av landet, 140 km nordost om huvudstaden Helsingfors. Öns area är 0,7 hektar och dess största längd är 160 meter i nord-sydlig riktning.